# 趙胤熙
趙胤熙（韓語：조윤희，1982年10月13日—），韓國女演員，名字又譯趙允熙、趙倫熙或錯譯為趙雲熙。
高二時在路上被星探發掘，以時尚雜誌模特首次亮相，並於同年在歌手李秀英首張專輯MV 『I Believe』中擔任女主角正式出道。隨即憑藉高挑的身材和清純的美貌在許多MV及廣告中活躍。
2002年參演SBS情境劇《Orange》後開始以演員身份活動。2010年與李泰坤演出MBC日日連續劇《黃金魚》，收視一度打敗KBS1日日劇 
《笑吧！東海》，贏得高度人氣。2012年演出KBS週末連續劇《順藤而上的你》，受到許多好評。

## 個人生活
與韓國男演員李東健在合作54集KBS週末劇《月桂樹西裝店的紳士們》中互生好感，於2017年2月28日公開已交往約一週的消息。
5月2日宣布已和李東健完成結婚登記，肚子裡也正孕育著新生命。 9月29日兩人在首爾舉行非公開婚禮，並於12月14日凌晨喜得千金。
2020年5月28日雙方經紀公司證實兩人已於5月22日在首爾家庭法院完成離婚調解程序，女兒撫養權歸趙胤熙所有。

## 影視作品

### 電視劇
- 2002年：SBS《Orange》
- 2003年：MBC《情書》飾演 鄭幼梨
- 2004年：KBS《白雪公主》飾演 美柰子
- 2006年：MBC《愛情無法擋》飾演 姜熙秀
- 2007年：KBS《Drama City-GOD》飾演 黃書妍
- 2008年：KBS《Drama City-愛情銷售.com》飾演 池妍雨
- 2008年：MBC《聚光燈》飾演 蔡明恩
- 2009年：KBS《傳說的故鄉》飾演 美香
- 2009年：KBS《熱血生意人》飾演 閔多海
- 2010年：SBS《你笑了》（客串）
- 2010年：MBC《黃金魚》飾演 韓志敏
- 2011年：SBS《對我說謊試試》飾演 吳允珠
- 2012年：KBS《順藤而上的你》飾演 方亞淑
- 2013年：NAVER TV CAST《Love in Memory》飾演 賢珠
- 2013年：tvN《Nine：九回時間旅行》飾演 朱敏英
- 2013年：MBC《醜聞：極具衝擊性與不道德的事件》飾演 禹雅美
- 2014年：KBS《王的面孔》飾演 金佳熙
- 2015年：KBS《製作人》飾演 申惠珠（特別演出）
- 2016年：tvN《吹笛子的男人》飾演 呂明河
- 2016年：KBS《月桂樹西裝店的紳士們》飾演 羅妍實
- 2019年：KBS《愛情是Beautiful，人生是Wonderful》飾演 金雪兒
- 2023年：SBS《7人的逃脫》飾演 高明智
- 2024年：SBS《7人的復活》飾演 高明智
- 2025年：tvN《拜託戒酒吧》飾演 韓賢珠

### 電影
- 2003年：《最後的晚餐》飾演 李在蘭
- 2004年：《太極旗飄揚》 飾演 宥臻
- 2007年：《同居,同樂》 飾演 盧宥臻
- 2009年：《第四課時推理領域》（客串）
- 2011年：《人類滅亡報告書》 飾演 智恩（客串）
- 2012年：《共謀者》 飾演 幼梨
- 2014年：《技術者們》 飾演 吳恩夏
- 2015年：《朝鮮魔術師》飾演 寶音
- 2016年：《Luck Key》飾演 姜莉娜
- 待定：《常春花园》

### MV
- 1999年：李秀英 - I Believe[15]（與全基龍、金敏喜）
- 2000年：李智勳 - 天涯(for you)
- 2001年：李智勳 feat .申彗星 - 人偶
- 2001年：李秀英 - 感謝她 （與金載沅，MV分為三部曲：Bus Stop、Fantasy、Cafe）
- 2002年：李秀英 - LA LA LA + 債 （與鄭在詠、孫泰英、李宗秀、韓智慧）
- 2002年：LEEDS - Silent Goodbye（與金載沅)
- 2003年：李秀英 - 形單影支 + 仍然緊閉雙唇 （與高洙、孔曉振）
- 2003年：李秀英 - Goodbye
- 2004年：李秀英 - 光化門戀歌 （與金剛、韓智慧）
- 2005年：李秀英 - 不知道吧 （電影《最後的晚餐》）
- 2006年：4 Men - 告白 （與鄭敬淏）
- 2013年：Star - Love in Memory （電視劇《 Love in Memory》 與鄭糠雲）
- 2013年：Eric Nam - 再見從前 （電視劇《 Love in Memory》 與鄭糠雲）

## 綜藝節目

### 主持／固定成員
- 2002年：KBS2《Music Plus》
- 2011年1月21日－2011年1月28日：QTV《I'm real趙胤熙》
- 2013年3月14日－2013年3月21日：MBC QueeN《Dress up Beverly Hills》
- 2016年4月28日－2016年6月30日：On Style《My Bodyguard》（與李棟旭、曹世鎬、朴娜萊）
- 2018年12月13日－2019年10月17日：KBS2（與劉在錫、曹世鎬、全炫茂）
- 2020年12月17日－2021年1月14日：SBS《偶然遇見的那只狗》（與李連福、Tiffany (少女時代)、許卿煥)
- 2021年7月9日－2021年12月22日：JTBC《勇敢的單親育兒—我來養育你》（與金九拉、蔡琳、金娜怜、金賢淑)

## 廣播節目
- 2016年5月9日—2017年6月4日：KBS COOL FM《趙胤熙的提高音量 （页面存档备份，存于）》DJ

## 廣告及代言
- 2000年 Binggrae香蕉牛奶
- 2000年 Clean Clear可伶可俐洗面乳（與金孝珍）
- 2001年 Samsung Magic Station
- 2002年 Dove德芙巧克力
- 2002年 MAXWELL HOUSE麥斯威爾咖啡（與宋承憲）
- 2003年 Olympas相機（my digital story）
- 2003年 KTF NA（與趙漢善）
- 2004年 Green Time綠茶
- 2010年 NIVEA妮維雅SOS Repair Lotion
- 2010年-2011年 BLU PEPE服飾
- 2012年 KANU咖啡（與孔侑）
- 2012年 suiskin保養品
- 2012年 ORION好麗友洋芋片（與李熙俊）
- 2012年 OTTOGI即食牛骨湯（與李熙俊）
- 2012年-2013年 Smile Market服飾
- 2012年-2015年 Arnold Palmer服飾（與崔振赫2013、柳演錫2014-2015）
- 2013年 nature tea天然茶
- 2013年 Goodday燒酒
- 2013年 JUVIS瘦身產品
- 2013年-2014年 본도시락本便當
- 2013年-2014年 BESTIBELLI服飾
- 2016年-2018年 Verite化妝品
- 2017年 Nexgard Spectra
- 2017年 kiri奶油乳酪
- 2017年 Chevrolet Malibu汽車（與李東健）
- 2018年 Copenhagen Luxe服飾
- 2019年-2020年 SODA女鞋
- 2022年 Bioneul保養品
- 2022年 QUEEN STYLE服飾
- 2023年 CLOVIS服飾

## 獲獎
- 2010年：MBC演技大賞－最佳女新人獎（黃金魚）
- 2012年：KBS演技大賞－女配角獎、最佳情侶獎（與李熙俊）（順藤而上的你）
- 2012年：亞洲時尚偶像獎（SIA）－偶像新星賞
- 2013年：第6屆韓國電視劇賞－女子最優秀獎（Nine：九回時間旅行）
- 2016年：KBS演技大賞－女子長篇劇優秀演技賞（月桂樹西裝店的紳士們）

## 宣傳大使
- 2009年：2022年世界杯申辦委員會宣傳大使
- 2011年：韓國青少年培育會宣傳大使
- 2013年：第5屆DMZ國際記錄片電影節宣傳大使
- 2014年：第2届順天灣世界動物電影節宣傳大使

## 腳註
1. ↑  . 電視廣播有限公司.   [2022-12-05]. （原始内容存档于2013-10-14）.
2. ↑  . 中天電視.   [2022-12-05]. （原始内容存档于2010-12-03）.
3. ↑  . 緯來電視網.   [2022-12-05]. （原始内容存档于2014-02-28）.
4. ↑  . 八大電視.   [2022-12-05]. （原始内容存档于2019-08-23）.
5. ↑  . 緯來電視網.   [2022-12-05].
6. ↑  . 東森電視.   [2022-12-05]. （原始内容存档于2013-10-14）.
7. ↑  . 東森電視.   [2022-12-05]. （原始内容存档于2020-01-15）.
8. ↑  . 臺灣電視公司.   [2022-12-05]. （原始内容存档于2022-12-05）.
9. ↑  .   [2017-04-08]. （原始内容存档于2017-05-05）.
10. ↑  . 凤凰网.   [2022-01-19]. （原始内容存档于2022-01-19）.
11. ↑  Bose, K. S.; Sarma, R. H. . 人民网.   [2022-01-19]. （原始内容存档于2022-01-19）.
12. ↑  .   [2018-02-02]. （原始内容存档于2018-02-02）.
13. ↑  . 凤凰网.   [2022-01-19]. （原始内容存档于2022-01-19）.
14. ↑  .   [2020-06-17]. （原始内容存档于2020-06-17）.
15. ↑  杜德偉《I Believe》之原曲

## 外部連結
- Yoon-hee Jo在互联网电影资料库（IMDb）上的資料（英文）
- NAVER （页面存档备份，存于）
- 趙胤熙的Facebook專頁
- 趙胤熙的Instagram帳戶